# Tandanus
Tandanus là một chi cá da trơn trong họ Plotosidae. Đây là chi [[đặc hữu của Australia.

## Các loài
Hiệnt ại có 3 loài được ghi nhận:
- Tandanus bostocki Whitley, 1944
- Tandanus tandanus {T. L. Mitchell, 1838}
- Tandanus tropicanus S. A. Welsh, Jerry & Burrows, 2014[2]